# Stojan Todorczew
Stojan Todorczew, bułg. Стоян Тодорчев (ur. 27 października 1985, Perusztica, obwód Płowdiw) – bułgarski sztangista i strongman.
Obecnie najlepszy bułgarski siłacz. Mistrz Bułgarii Strongman w latach 2004 i 2005. Drugi Wicemistrz Europy Strongman 2007.

## Życiorys
Stojan Todorczew wziął udział w indywidualnych Mistrzostwach Świata Strongman 2007, jednak nie zakwalifikował się do finału.
Na przełomie 2007 i 2008 roku znacznie zmniejszył masę ciała ze 160 kg do 128 kg.
W klasyfikacji generalnej Super Serii za rok 2009, po udziale w trzech rozgrywkach, zajął drugie miejsce.
Mieszka w mieście Perusztica.
Wymiary
- wzrost: 197 cm
- waga: 128 kg
- biceps: 60 cm
- klatka piersiowa: 163 cm
- talia: 121 cm

Rekordy życiowe
- przysiad: 300 kg
- wyciskanie: nieznane
- martwy ciąg: 400 kg

## Osiągnięcia strongman
- 2004
  - 1. miejsce - Mistrzostwa Bułgarii Strongman
- 2005
  - 1. miejsce - Mistrzostwa Bułgarii Strongman
- 2006
  - 1. miejsce - Puchar Świata Siłaczy 2006: Wiedeń
  - 3. miejsce - Puchar Świata Siłaczy 2006: Grodzisk Mazowiecki
  - 3. miejsce - Puchar Świata Siłaczy 2006: Podolsk
- 2007
  - 2. miejsce - Trzeci Pojedynek Gigantów
  - 3. miejsce - Mistrzostwa Europy Strongman 2007
  - 2. miejsce - Puchar Świata Siłaczy 2007: Moskwa
  - 2. miejsce - Puchar Świata Siłaczy 2007: Dartford
  - 1. miejsce - WSF Puchar Świata 2007: Chanty-Mansyjsk
- 2008
  - 3. miejsce - WSF Puchar Świata 2008: Irkuck
  - 1. miejsce - The Globe's Strongest Man, Grand Prix Moskwy[5]
  - 4. miejsce - Liga Mistrzów Strongman 2008: Sofia
  - 4. miejsce - Mistrzostwa Europy Strongman 2008
  - 2. miejsce - Polska kontra Europa
- 2009
  - 5. miejsce - Super Seria 2009: Bukareszt
  - 3. miejsce - The Globe's Strongest Man, Grand Prix Moskwy[6]
  - 2. miejsce - Super Seria 2009: Venice Beach
  - 2. miejsce - Super Seria 2009: Göteborg
- 2010
  - 4. miejsce - Mistrzostwa Europy Strongman IBB 2010